# Cartello Phoebus

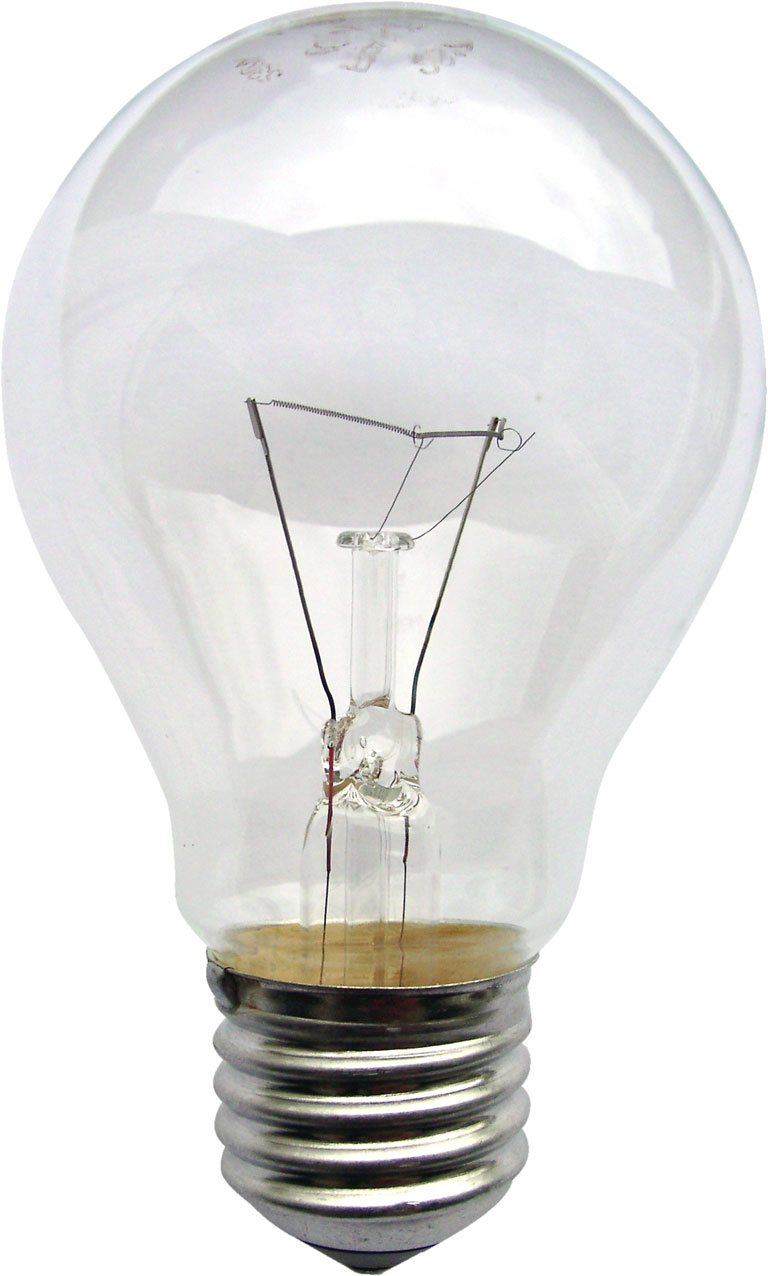
Una lampadina a incandescenza con filamento di tungsteno

Il cartello Phoebus (in inglese Phoebus cartel «cartello Febo») fu un cartello di diverse società costituito nel 1924, sciolto nel 1939, per il controllo della produzione e della vendita di lampadine.
Il nome deriva dalla società registrata a Ginevra nel 1916, la Phoebus S.A. Compagnie Industrielle pour le Développement de l'Éclairage.
La costituzione del cartello è considerata un passo importante nella moderna storia dell'economia e dell'obsolescenza pianificata, in quanto si è trattato del primo caso in cui un gruppo di aziende decise di accorciare deliberatamente la durata di vita di un prodotto, così da aumentare il numero di articoli venduti.

## L'accordo
I principali produttori europei e statunitensi di lampade ad incandescenza del tempo si riunirono a Ginevra, il 23 dicembre 1924 firmando il Cartello Phoebus con un termine ideale per il 1955, tuttavia la seconda guerra mondiale fece saltare l'accordo nel 1939.
All'epoca del cartello esistevano diversi tipi non standardizzati di lampadine, per forma, incastro, tensione, potenza e luminosità: i produttori del cartello si imposero uno standard tecnico, primo caso nella storia della tecnologia, per omologare la produzione e i mercati europei e statunitensi. Nella standardizzazione, fra le altre cose, fu imposto un limite di ~1000 h per la durata di ogni lampadina, che fu definito come una «ragionevole aspettativa di vita, ottimale per la maggior parte delle lampadine»; tale scelta a priori, obbligatoria per tutti gli aderenti al cartello e quindi in grado di condizionare il mercato impedendo scelte diverse da parte degli acquirenti, è considerata una sorta di primo tentativo di obsolescenza programmata.

### Membri del cartello
- General Electric Company
- Tungsram
- Compagnie des Lampes
- OSRAM
- Philips[3]

## Gli effetti

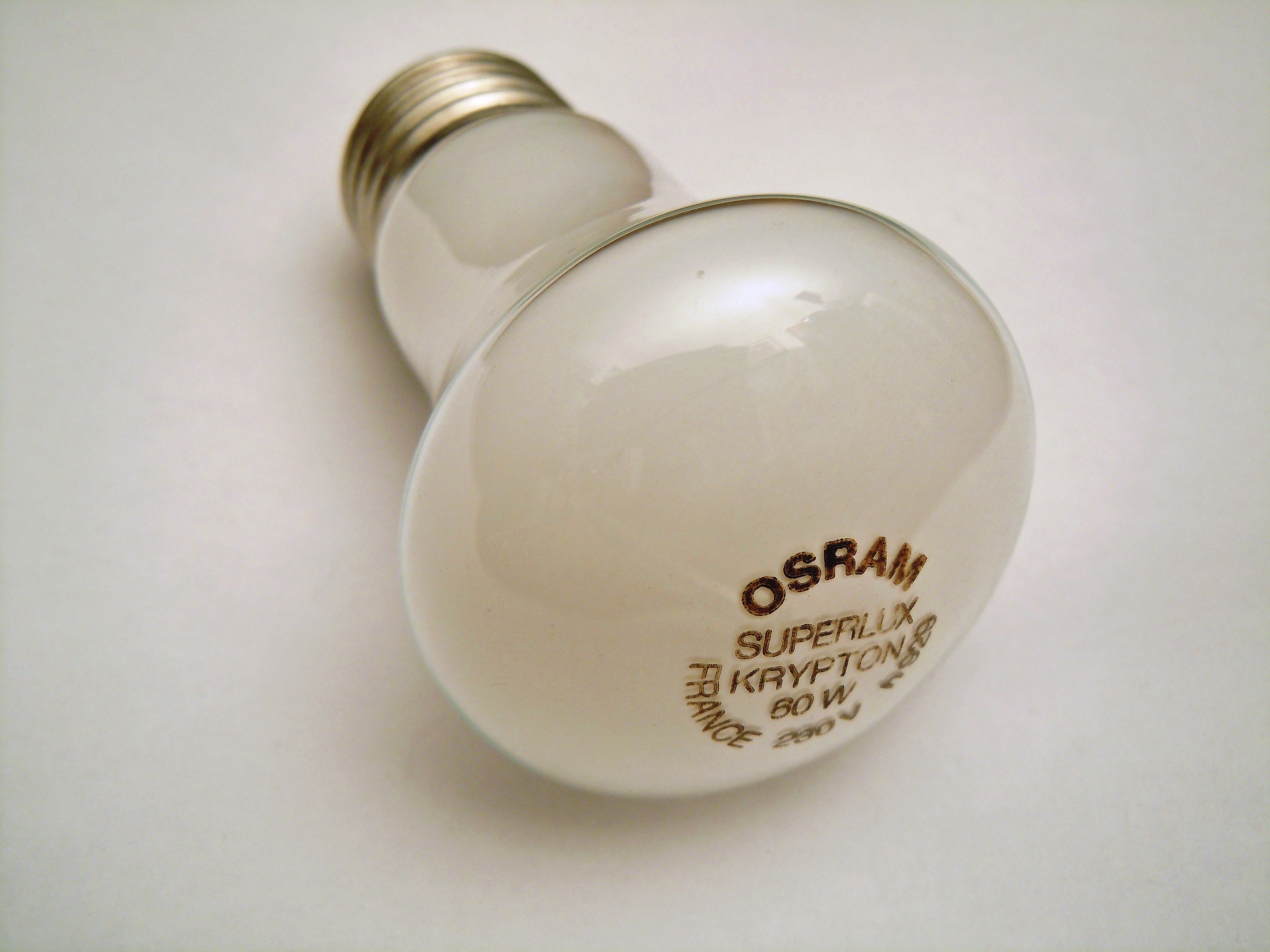
Una lampadina OSRAM con gas Krypton

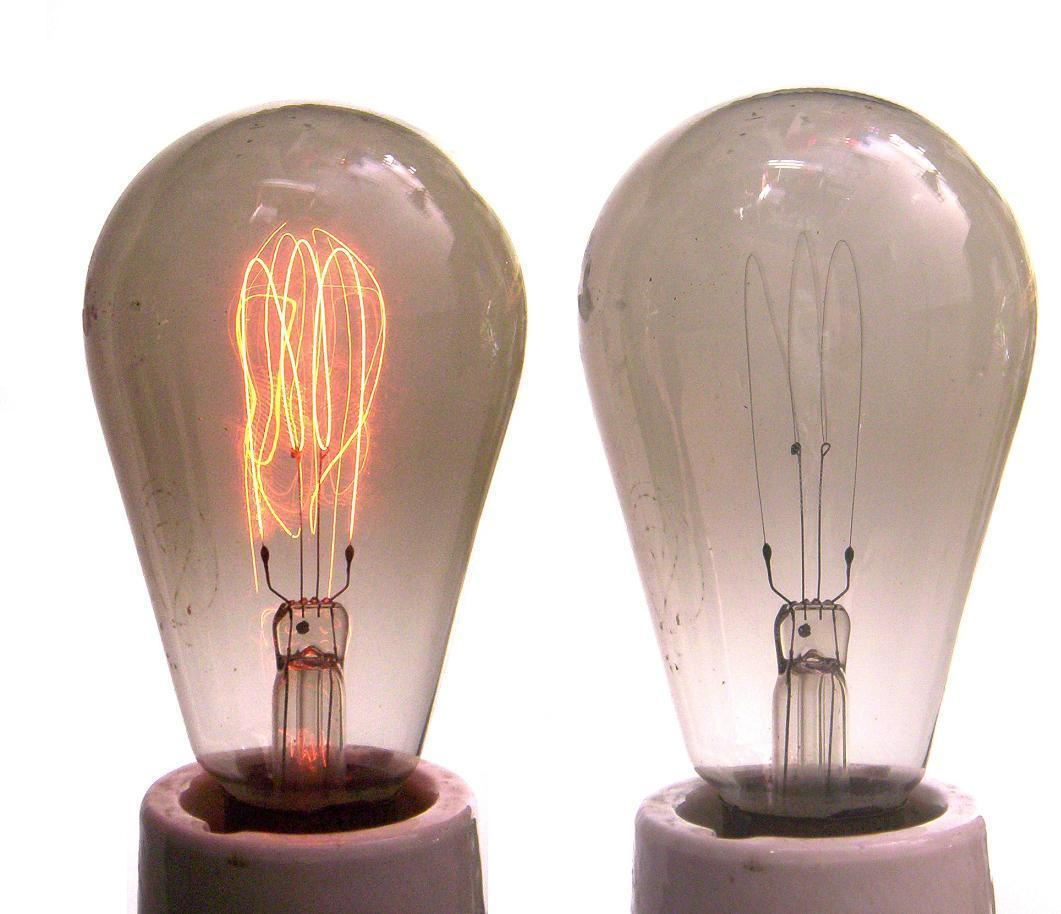
Una vecchia lampadina ad incandescenza con filamento di cotone carbonizzato

I produttori di lampadine si adeguarono al cartello: su molte confezioni di lampadine è ancora dichiarata una durata di 1000 h.
Per dimostrare che negli Stati Uniti le lampadine prima dell'accordo potessero durare molto, viene spesso presentato il caso di una lampadina collocata nella caserma dei pompieri di Livermore, chiamata la Centennial Light, che è accesa da 124 anni, pur avendo nel tempo perso una parte significativa della propria efficienza energetica.
Va infatti segnalato che le lampadine a incandescenza tendevano naturalmente a perdere efficienza col tempo (in particolare quelle di inizio '900 con filamento in carbonio come quella citata) e una lampadina di durata molto maggiore − a parità di tecnologia − avrebbe verosimilmente presentato un rendimento decrescente che, a un certo punto, ne avrebbe comunque resa opportuna la sostituzione. Ciò non toglie che l'accordo prevedesse un limite definito a priori e indipendente dalla tecnologia applicata.

## Durata di una lampadina
Data V come tensione nominale di funzionamento della lampadina:
- L'emissione luminosa corrisponde a V 3.4
- La potenza consumata è circa V 1.6
- La durata è proporzionale a V −16

## Situazione giuridica
La riduzione della durata delle lampadine fu una delle decisioni strategiche adottate dal cartello Phoebus per mantenere una posizione di assoluto predominio nel mercato internazionale. Le pratiche messe in atto dal cartello furono al centro di un processo civile, iniziato negli Stati Uniti nel 1942 e concluso nel 1953 (caso Stati Uniti contro General Electric ed altri, azione civile n. 1364). Nel 1949, la Corte Distrettuale del New Jersey ritenne General Electric responsabile di violazione della normativa antitrust USA (Sherman Act) congiuntamente ad altre aziende del cartello. Una successiva decisione del 2 ottobre 1953, integrando la precedente nell'ambito dello stesso processo, impose specifiche prescrizioni al riguardo a carico di General Electric.